# Россоша (Хмельницкая область)
Россоша (укр. Розсоша) — село в Хмельницком районе Хмельницкой области Украины.
Население по переписи 2001 года составляло 1438 человек. Почтовый индекс — 31362. Телефонный код — 3822. Занимает площадь 1,61 км². Код КОАТУУ — 6825087201.

## Местный совет
31362, Хмельницкая обл., Хмельницкий р-н, с. Россоша

## Известные уроженцы
- Поведа, Галина Антоновна (1934—1997) — Герой Социалистического Труда.